# 吳源 (永樂進士)
吳源，福建福州府闽县人，明朝政治人物、進士出身。

## 生平
永樂十五年，福建丁酉乡试中舉。永樂十六年（1418年）戊戌科進士，官至知縣。